# Bámbola
Bámbola es una película española de 1996 dirigida por Bigas Luna.

## Argumento
La película narra la fijación sexual que siente Bámbola, una joven campesina italiana interpretada por Valeria Marini, por su novio, un delincuente brutal y sin escrúpulos interpretado por Jorge Perugorría. Éste, estando en prisión, envía a su novia unos calzoncillos como muestra de amor, siendo correspondido con unas bragas de ella. Pese a tener varios encuentros homosexuales dentro de la cárcel, a su salida, da rienda a su energía sexual dejando a Bámbola en un estado de estupor y confusión.

## Controversia y crítica
Valeria Marini, protagonista de la película, acusó a Bigas Luna de incluir varias escenas de alto contenido erótico sin su autorización, lo que significó que fuera catalogada para mayores de 18 años. Marini amenazó con pedir el secuestro del filme tras un primer pase en la Mostra de Venecia de 1996; festival, que pese a presentarse fuera de concurso, le costó varias críticas negativas.